# Nephrotoma appendiculata
Espèce
Nephrotoma appendiculata est une espèce d'insectes diptères nématocères de la famille des Tipulidae.
Cette espèce possède deux sous-espèces :
- Nephrotoma appendiculata appendiculata (Pierre, 1919)
- Nephrotoma appendiculata pertenua Oosterbroek, 1978